# Мала Долина (Україна)
Мала́ Доли́на — село в Україні, у Зеленодольській міській територіальній громаді Криворізького району Дніпропетровської області.
Населення — 454 мешканців (2001).
Площа села: 1,64 км²

## Назва
19 вересня 2024 року Верховна Рада підтримала перейменування села Мала Костромка на Мала Долина. 26 вересня 2024 року перейменування набуло чинності.

## Географія
Село Мала Долина примикає до міста Зеленодольськ. Поруч проходять автомобільна дорога Т 0419 і залізниця, станція Дубки.

## Населення
Згідно з переписом УРСР 1989 року чисельність наявного населення села становила 509 осіб, з яких 239 чоловіків та 270 жінок.
За переписом населення України 2001 року в селі мешкали 454 особи.

### Мова
Основна мова села: українська. 
Розподіл населення за рідною мовою за даними перепису 2001 року:
| Мова       | Відсоток |
| ---------- | -------- |
| українська | 84,80 %  |
| російська  | 14,10 %  |
| молдовська | 0,66 %   |
| білоруська | 0,44 %   |

## Релігія
В селі знаходяться Храм Святого Василя Великого ПЦУ (вул. Затишна, 1) та Свято-Троїцький храм (вул. Шкільна, 66).